# Liste von Privatbibliotheken
Hier findet sich eine Auswahl von gegenwärtigen und ehemaligen Privatbibliotheken, die nach Nachnamen sortiert ist. Historische Privatbibliotheken hatten eine wechselvolle Geschichte, sie wurden vererbt, verschenkt, zum Verkauf angeboten, veräußert usw. Zahlreiche historische Privatbibliotheken sind nun Bestandteile einer Bibliothek, eines Museums oder einer anderen Institution. Viele Privatbibliotheken verdanken ihre Existenz einer ausgeprägten Sammlerleidenschaft, der Bibliophilie und hingebungsvollen Beschäftigung mit bestimmten Themen, aber auch der Gelehrsamkeit. Als Organisation gilt u. a. die Private Libraries Association. Wichtige Institutionen für Sammler sind u. a.  Auktionen (Sotheby’s etc.), antiquarische Messen, Antiquariate usw., weiterhin gibt es Online-Antiquariate wie ZVAB, Antiquariat.de usw. Zu den Privatbibliotheken gehören auch royale Privatbibliotheken von Königshäusern wie die königliche Bibliothek im Windsor Castle.

## A–F
- Privatbibliothek des Bernhard Adelmann von Adelmannsfelden
- Privatbibliothek König Gustav IV. Adolf von Schweden
- Alvensleben’sche Bibliotheken
- Privatbibliothek des George Gerard Arnhold
- ehemalige Bibliotheca Windhagiana des Joachim Enzmilner
- Privatbibliothek des Alexei Petrowitsch Bachruschin
- Privatbibliothek des Khuda Bakhsh
- Privatbibliothek des Simon Batz
- Privatbibliothek Bibliotheca Amploniana des Amplonius Rating de Berka
- Privatbibliothek Bibliotheca Bodmeriana des Martin Bodmer
- Privatbibliothek des Jacques Bongars
- Privatbibliothek des Georg Friedrich Brandes
- Bibliothek Adolf Brehm
- Privatbibliothek des Johann Heinrich Burckhard
- Privatbibliothek des Otto Friedrich Butendach
- Privatbibliothek des Johann Philipp Cassel
- Privatbibliothek des  Robert Bruce Cotton (Cotton Library)
- Sammlung Crous  des Helmut A. Crous
- Burndy Library des Bern Dibner
- Privatbibliothek des Thomas Dempster Gordon
- Privatbibliothek des Jacques Doucet
- Privatbibliothek Bibliotheca Windhagiana des Joachim Enzmilner
- Privatbibliothek des Philipp II. (Spanien) im Real Sitio de San Lorenzo de El Escorial
- Privatbibliothek des Janos Frecot

## G–M
- Privatbibliothek des Melchior Goldast
- Privatbibliothek des Ignaz Goldziher
- Privatbibliothek des Nicolaus Hieronymus Gundling
- Privatbibliothek des Gerwin von Hameln
- Privatbibliothek des Hermann von der Hardt
- Privatbibliothek des Thomas Jefferson
- Privatbibliothek des Julius Genss
- Jiayetang-Bibliothek des Liu Chenggan
- Erich Kästner Bibliothek
- Privatbibliothek des Friedrich Christian Kielman von Kielmansegg
- Privatbibliothek des Joseph Gregor Lang
- Privatbibliothek des Joseph von Laßberg
- Privatbibliothek des James Lenox
- Bibliotheca Tiliana des Kurt Lindner
- Privatbibliothek des James Lindsay, 26. Earl of Crawford
- Privatbibliothek des Carl Linga – Linga-Bibliothek
- Privatbibliothek des Benno Loewy
- Privatbibliothek Martin Luthers
- Privatbibliothek des Jeanne Baptiste d’Albert de Luynes
- Privatbibliothek des Victor Manheimer
- Privatbibliothek des Paul Marmottan:  Bibliothèque Marmottan
- Privatbibliothek des Eugen von Maucler
- Bibliothèque Mazarine des Jules Mazarin
- Privatbibliothek des Ludolf von Münchhausen
- Privatbibliothek des Abd ar-Rahman Munif

## N–Z
- Joseph Needham Collection (Needham Research Institute in Cambridge)
- Pepys Library des Samuel Pepys
- Privatbibliothek des Walter Putz
- Privatbibliothek des Hakim Syed Zillur Rahman
- Pigskin Library des Theodore Roosevelt
- Johann Friedrich von Ryhiner -Sammlung Ryhiner
- Privatbibliothek des Lessing Julius Rosenwald
- Privatbibliothek des Iwan Jegorowitsch Sabelin
- Bibliothek Otto Schäfer
- Privatbibliothek des Georg P. Salzmann
- Privatbibliothek des Heinrich Scharbau
- Privatbibliothek des William H. Scheide: Scheide Library
- Privatbibliothek des Christoph Scheurl: Freiherr von Scheurl’sche Bibliothek
- Privatbibliothek des Joseph Isaac Schneersohn
- Privatbibliothek des Christoph Schönebeck: Schönebeck’sche Bibliothek
- Privatbibliothek des Pjotr Iwanowitsch Schtschukin
- Privatbibliothek der Sophie Albertine von Schweden: die Prinzessinnen-Bibliothek
- Privatbibliothek des Fuat Sezgin
- Privatbibliothek des Max Stein
- Privatbibliothek des Rudolf Steiner
- Privatbibliothek des Su Bai
- Tianyige-Bibliothek des Fan Qin
- Privatbibliothek des Alexander Dmitrijewitsch Tschertkow, später die Tschertkow-Bibliothek, die erste öffentliche Bibliothek in Moskau
- Privatbibliothek des Joachim Vadian
- Bibliothek Varnhagen
- Varnhagensche Bibliothek
- Eric Voegelin-Bibliothek des Eric Voegelin
- Bibliothek Voltaires
- Privatbibliothek des Gotthilf Weisstein
- Privatbibliothek des Erich Woldan
- Privatbibliothek des Georg Christian von Wolff
- Privatbibliothek des Yang Shoujing
- Bibliotheca Zriniana des Nikolaus Zrinski
- Privatbibliothek Huldrych Zwinglis

## Nachlässe
Siehe auch: Zentrale Datenbank Nachlässe, Kalliope-Verbund, KOOP-LITERA international
- Nachlass Elias Canetti (Zentralbibliothek Zürich)
- Nachlass der Brüder Grimm
- Nachlass Christian Daum
- Nachlass Hermann Diels
- Nachlass Martin Börsmann
- Nachlass von Helmut Kohl
- Nachlass Friedrich Georg Hermann Culemann
- Nachlass des Marquard Gude
- Nachlass des Konrad Maurer
- Nachlass des Joseph Niesert
- Arthur Schnitzlers Nachlass
- Philosophischer Nachlass Ludwig Wittgensteins

## Liste von Adelsbibliotheken
- Fürstliche Bibliothek Corvey
- Fürstlich Waldeckische Hofbibliothek (Bad Arolsen)
- Fürstlich Leiningensche Bibliothek Amorbach
- Bibliothek Freiherren von Fechenbach (Bibliothek 2005 teilweise versteigert)
- Schloss Tambach beherbergt auch die durch jüngere Verkäufe überwiegend in alle Welt zerstreute Adelsbibliothek der Grafen zu Ortenburg, aus der die Staatsbibliothek zu Berlin einige mittelhochdeutsche Handschriften über den Antiquar Jörn Günther erwerben konnte
- Fürstlich Schaumburg-Lippische Hofbibliothek
- Fürst Thurn und Taxis Hofbibliothek und Zentralarchiv
- Oettingen-Wallersteinsche Bibliothek (überwiegend in der Universitätsbibliothek Augsburg)

Siehe auch: Hofbibliothek
Ehemalige Adelsbibliotheken
- Bibliothek Schloss Plathe
- Hofbibliothek Donaueschingen
- Mannheimer Hofbibliothek
- Prinzessinnen-Bibliothek, Sophie Albertine von Schweden
- Schlossbibliothek Dyck
- Stolbergische Bibliothek Wernigerode

## Schloss- und Hofbibliotheken
- Mannheimer Hofbibliothek
- Hofbibliothek Donaueschingen
- Hofbibliothek Aschaffenburg
- Fürstlich Waldecksche Hofbibliothek
- Fürstlich Schaumburg-Lippische Hofbibliothek
- Fürst Thurn und Taxis Hofbibliothek und Zentralarchiv
- Wiener Hofbibliothek – Prunksaal der Österreichischen Nationalbibliothek – Österreichische Nationalbibliothek
- Kurfürstliche Hofbibliothek – Universitäts- und Landesbibliothek Düsseldorf
- Schlossbibliothek Schloss Ernstbrunn
- Schlossbibliothek Schloss Starhemberg (Eferding)
- Schlossbibliothek Schloss Weißenstein (Pommersfelden)
- Schlossbibliothek Schloss Rötha
- Schlossbibliothek Schloss Łańcut
- Schlossbibliothek Schloss Lamberg
- Bibliothek einer Burg – Palace Green Library
- Lobkowitz-Bibliothek – Schloss Nelahozeves

## Privatrechtliche Institutionen
- Bibliothek des Konservatismus – Caspar von Schrenck-Notzing
- Chester Beatty Library – Alfred Chester Beatty
- Goethes Wohnhaus, Bibliothek des Johann Wolfgang von Goethe
- Villa Fantastica – Helmuth W. Mommers
- Michel de Montaignes Turmbibliothek – Michel de Montaigne
- Morgan Library & Museum – J. P. Morgan
- Bibliotheca Philosophica Hermetica – Joost Ritman
- Rosenbach Museum & Library Abraham Simon Wolf Rosenbach
- Scheide Library – William H. Scheide
- Bibliothek der Paul Wolfgang Merkelschen Familienstiftung in der Bibliothek des Germanischen Nationalmuseums